# وان تری هیل، استرالیای جنوبی
وان تری هیل (به انگلیسی: One Tree Hill) یک حومه شهر در استرالیا است که در استرالیای جنوبی واقع شده‌است.